# 名塩雁皮紙
名塩雁皮紙（なじおがんぴし）は、兵庫県西宮市の塩瀬町名塩地区で製造される和紙（雁皮紙）である。原料はガンピ（雁皮）で、これに地元で産出する泥土を混ぜて漉くのが特徴。
名塩で生産される和紙は名塩紙（なじおがみ）、名塩和紙とも呼ばれる。「名塩雁皮紙」を「名塩紙」の別名とする説明もあるが、製造者の谷徳製作所では「名塩和紙」を「名塩雁皮紙」以外の和紙の総称（主に和紙故紙を漉き返したもの）と説明している。「名塩雁皮紙」が国の重要無形文化財に、「名塩紙技術」が県の無形文化財に指定されており、「名塩紙」として兵庫県伝統的工芸品に指定されている。

## 製法と種類
雁皮を主原料とした淡黄色の上質な和紙は鳥の子紙と呼ばれるが、名塩は越前と並んで著名な産地であった。越前ではほかに越前奉書などコウゾ（楮）を原材料とした紙も漉いているが、名塩は雁皮紙のみを漉き続けていたことが特徴である。鳥の子紙の紙質は柔滑で、厚さはさまざまである（厚葉・中葉・薄葉の3種とされる）。襖の幅である半間（約0.9メートル）の間尺に合う（継ぎ目なく貼ることのできる）幅の広い鳥の子紙のことを間似合（まにあい）といい（泥土の混和量の多い鳥の子のことともいう）、襖や屏風に利用された。
名塩紙は、六甲山に自生する雁皮を原料に、粘料にはノリウツギの皮の抽出液を用い、これに名塩周辺で採取される以下のような泥土（神戸層群第二凝灰岩と呼ばれる地層の岩石微粒子）を加えて溜め漉き法で仕上げる。
- 東久保（とくぼ）土 - 白[1][3][10]
- 天子（あまご）土（尼子土[10]とも） - 微黄[1][3]
- 蛇豆（じゃまめ）土 - 薄褐色[3][10]
- カブタ土 - 青[10]（青の泥を「五寸土」とする説明もある[3]）

これらの泥土は、紙にに特有の色のほか、防虫性、耐熱性を加え、シミができにくく変色しないという。防虫性の点から薬袋紙（やくたいし）や茶室の腰張り紙に用いられ、また耐熱性の点から箔打ち紙として使われる。また、日焼けせずに長期保存に耐えることから、江戸時代中頃から近畿・中国地方では諸藩の藩札に用いられた。
21世紀初頭現在は、箔打ち原紙や、文化財修復に用いる生漉間似合紙が主な製品である。

## 歴史
名塩の紙漉きの起源については諸説あるが（郷土史研究者の北野昭によれば、8つの説があるという）、越前国（越前和紙の産地）から技術が伝わったとされる。
- 東山弥右衛門という人物が越前の国で技術を習得し持ち帰ったという説[9]。これが地元では最も広く伝わっており[6]、安政2年（1855年）には紙漉き業者らによって[9]東山弥右衛門を「紙祖」と讃える頌徳碑[注釈 2]が建てられた[6]。弥右衛門は越前の製紙家の婿養子となったが技術習得後は妻子を置き去りにして帰郷[4]、後を追ってきた妻が名塩川で投身自殺したという悲劇的な伝説も伝えられており、水上勉の小説「名塩川」はこれを下敷きとしている[12]。東山弥右衛門が技術をもたらしたとされる時代については、文明年間（1469年 - 1487年）とする説から慶長・元和のころ（1596年 - 1624年）とする説まであって定かではない。
- 文明7年（1475年）に蓮如上人が名塩を訪れた際に[注釈 3]、越前から随行してきた紙漉き職人が名塩に留まって技術を伝えたとする説[9]。
- 天正3年（1575年）に織田信長が越前一向一揆を鎮圧した際に、難を逃れた人たちが名塩に製紙技術を伝えたとする説[6]。北野昭はこれを有力とする[6]。
- 天正8年（1580年）に名塩の杣木挽が木曽へ出稼ぎに行った際に製紙技術を習得したとする説[9]。
- 折衷的な説として、
  - 東山弥右衛門は杣木挽として木曽に出稼ぎに行った際に越前和紙の名声を聞き、越前に赴いて技術を習得したとする説[9]。
  - さきに越前から製紙技術が伝わり、慶長のころに東山弥右衛門が泥土を混合する製法を開発したとする説[13]。

寛永15年（1638年）刊行の俳諧書『毛吹草』で、諸国物産として「名塩鳥子」が挙げられており、江戸時代初期には名塩の和紙（鳥の子紙）が知られていたことがわかる。製紙業が繁栄した江戸時代、名塩は「名塩千軒」と呼ばれて繁栄した。
谷野武信によれば第二次世界大戦終戦時（1945年）には名塩に25,6軒の製紙業者がいたという。当時はふすま紙が良く売れたというが、戦後の生活様式の変化や、名塩周辺の開発の影響を受けて生産者は減少の一途をたどった。
名塩紙は1983年（昭和58年）に兵庫県無形文化財に、1993年（平成5年）に兵庫県伝統的工芸品に指定された。
1989年（平成元年）には、西宮市立名塩小学校の付属施設として「名塩和紙学習館」が建てられ、紙漉き体験ができるようになった（2002年（平成14年）より、名塩和紙学習館は西宮市郷土資料館分館と位置付けられている）。塩瀬地域の小学校（名塩・東山台・生瀬）では、紙漉きを体験する時間が設けられており、6年生は作った紙を卒業証書に使う。
2004年（平成16年）、谷野武信（たにの・たけのぶ、雅号は谷野剛惟）が重要無形文化財「名塩雁皮紙」保持者（人間国宝）に認定された。